# 亭塘站
亭塘站是位于云南省屏边苗族自治县亭塘的一个铁路车站，邮政编码661206。车站建于1910年，有昆河铁路经过该站，现不办理客货运业务，仅存亭塘铁路工区，有铁路维护工人驻守。车站及其上下行区间均未电气化。车站距离昆明北站355公里，隶属昆明铁路局，是五等站。